# Semaeopus permanata
Semaeopus permanata là một loài bướm đêm trong họ Geometridae.